# Clathria anonyma
Clathria anonyma är en svampdjursart som först beskrevs av Burton 1959.  Clathria anonyma ingår i släktet Clathria och familjen Microcionidae. Inga underarter finns listade i Catalogue of Life.